# Avenue du Parc (Montréal)

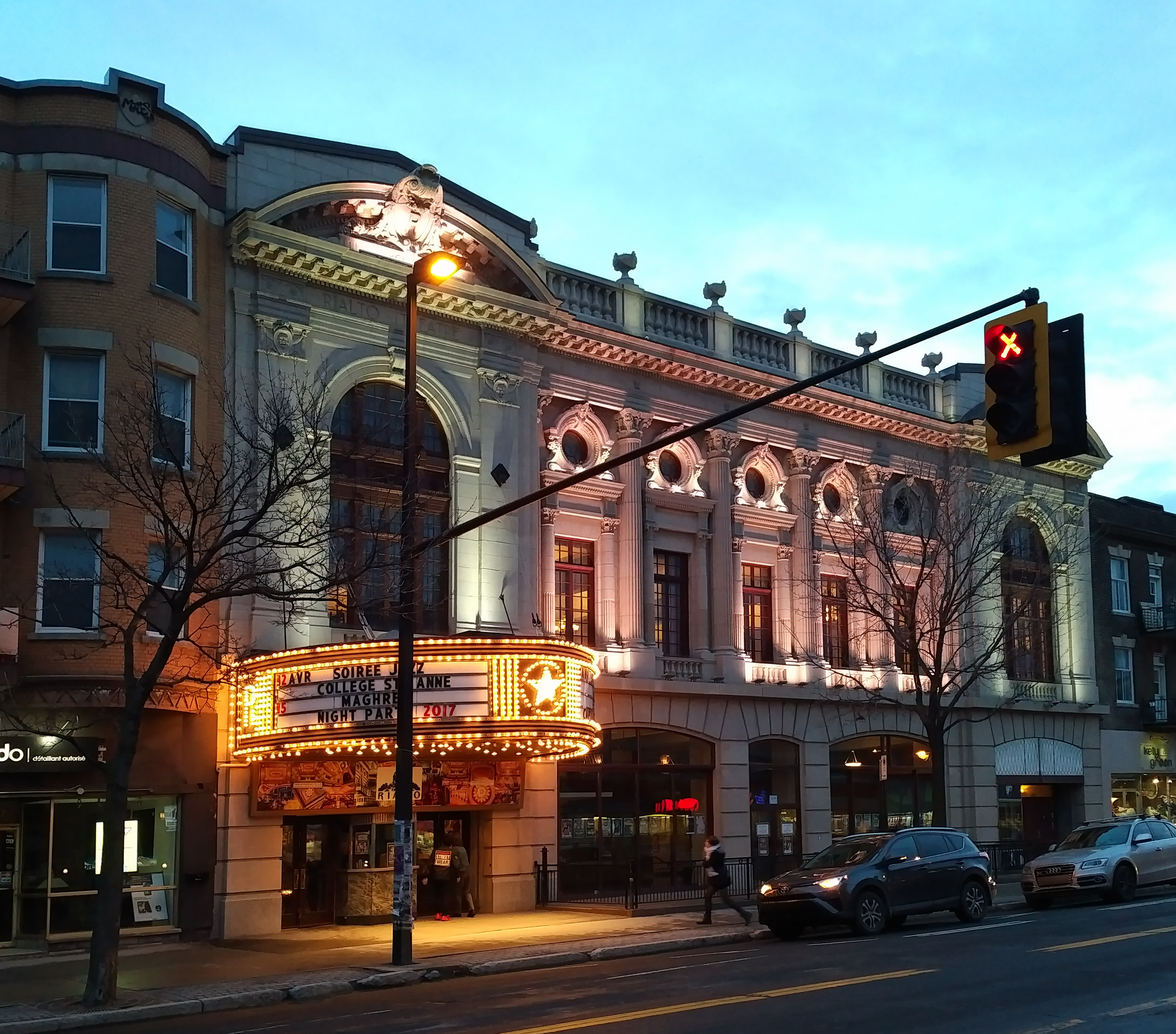
Le théâtre Rialto en 2017

Pour les articles homonymes, voir Avenue du Parc.
L'avenue du Parc est une artère de Montréal.

## Situation et accès
De direction nord-sud  l'avenue délimitée au sud par la rue Sherbrooke et au nord par la rue Jean-Talon. Au sud de la rue Sherbrooke, l'avenue du Parc change de nom pour rue Bleury qui devient à son tour rue Saint-Pierre au sud de la rue Saint-Antoine dans le Vieux-Montréal. À noter qu'il existe un autre tronçon au nord débutant au boulevard Crémazie jusqu'à la rue Chabanel dans l'arrondissement Ahuntsic-Cartierville. 
Cette avenue traverse les arrondissements du Plateau-Mont-Royal, de Rosemont–La Petite-Patrie et de Villeray–Saint-Michel–Parc-Extension.  C'est aussi la limite traditionnelle de l'est du Ghetto McGill. L'avenue du Parc longe le Parc du Mont-Royal entre l'avenue des Pins et l'avenue du Mont-Royal.
L'avenue du Parc est chère à la communauté grecque de Montréal, qui la nomme Parkaveneika. La communauté franco-montréalaise est aussi attachée à cette avenue historique.

### Transport en commun
Le service d'autobus desservant entre autres l'avenue du Parc est particulièrement fréquent et achalandé. Pour plus de détails, voir la STM.
Une ligne de tramway y serait projetée pour relier le centre-ville à la gare Parc. L'AMT estime la clientèle potentielle du tramway sur l'avenue à 11 600 passagers, quotidiennement.

### Échangeur des Pins
L'échangeur est construit de 1959 à 1962 dans un contexte de fort développement économique et de volonté des autorités municipales de favoriser la circulation automobile.
Le Rassemblement des citoyens de Montréal (RCM) avait inscrit dans son programme le démantèlement de l'échangeur des Pins. Malgré l'élection de Jean Doré et du RCM aux élections de 1986 le démantèlement n'est pas mis en œuvre mais il est inscrit:
- En 1988 dans le plan de mise en valeur du Mont Royal ;
- En 1991 dans le plan d'urbanisme de la ville.

Le maire de Montréal Pierre Bourque s'engage en 2000 à réaménager l'échangeur entre les avenues du Parc et des Pins qui était alors un échangeur étagé en béton, jugé particulièrement peu esthétique, accidentogène et dangereux pour les piétons et vélos. Le maire Gérald Tremblay, élu face à Pierre Bourque lors des élections de 2001, prend un engagement similaire. Dans un premier temps la bretelle donnant sur la Rue Hutchison est définitivement fermée en 2002.
En 2005, des travaux de 25 millions de dollars ont débuté afin de transformer l'intersection. Du même coup, il est annoncé que la circulation automobile devrait y demeurer tout aussi fluide. L'échangeur a été remplacé, à l'été 2006, par une intersection plus facile à pratiquer pour les piétons et cyclistes.

## Origine du nom
Elle porte ce nom en référence au Parc du Mont-Royal, créé en 1876.

## Historique

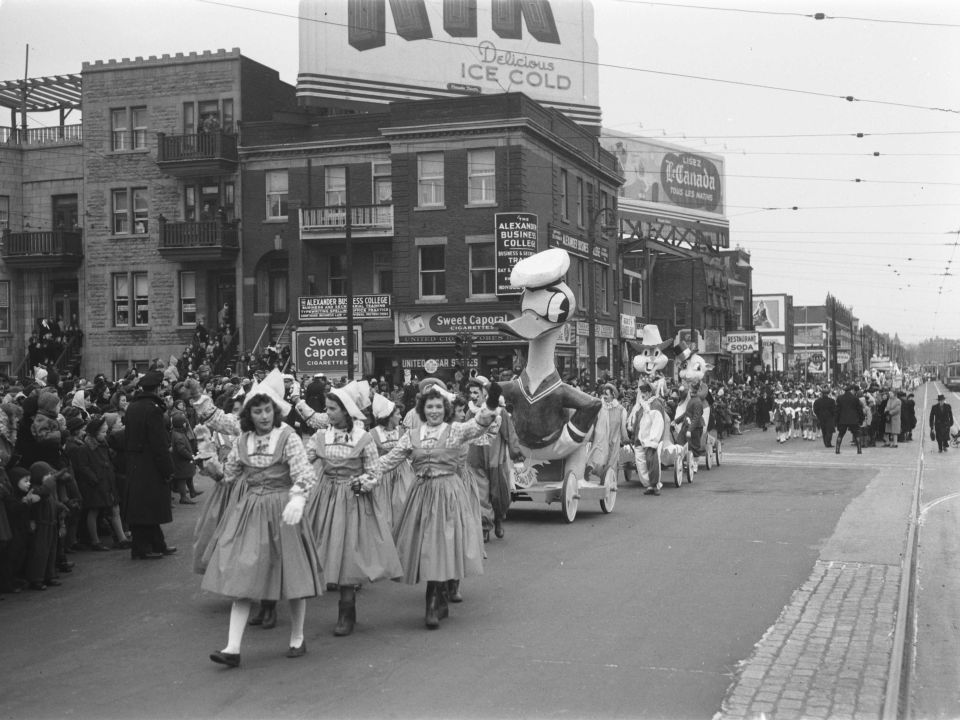
Le défilé du Père Noël sur l'avenue du Parc en 1946

En 1883, une requête de citoyens de langue anglaise est déposée à la Ville de Montréal afin de nommer cette voie Park Avenue. Il s'agit alors d'un nom ancré dans la tradition toponymique anglaise. Depuis le 29 septembre 1961, il est permis officiellement de traduire le nom de Park Avenue par Avenue du Parc.
Le vaste projet multifonctionnel La Cité a été construit entre 1972 et 1976 à l'angle de la rue Prince-Arthur. D'autre phases ont dû être abandonnées à la suite des protestations des citoyens du quartier. 
En 1937, l'administration projetait de changer le nom de la rue en rue Marconi mais a choisi de garder le nom actuel devant les protestations des citoyens. Un événement semblable s'est produit en 2006 quand le maire Gérald Tremblay a voulu la dédier (ainsi que la rue de Bleury) à la mémoire de Robert Bourassa. Le 7 février 2007, le maire abandonne son projet, et l'avenue du Parc conserve son nom.
En octobre 2023, l'historien Yves Desjardins publie le livre L'avenue du Parc et son histoire : témoin privilégié de la diversité montréalaise, consacré à cette artère.

## Bâtiments remarquables et lieux de mémoire
- Mont Royal et Monument à George-Étienne Cartier
- Parc Jeanne-Mance
- Théâtre Rialto
- Cinéma du Parc